# Battlefield: Bad Company
Battlefield: Bad Company ist ein am 26. Juni 2008 erschienenes Videospiel aus dem Genre der Ego-Shooter. Es wurde von Electronic Arts vertrieben und von EA DICE aus Schweden entwickelt.
Wie Battlefield 2: Modern Combat ist dieser Teil ausschließlich für Spielkonsolen, nämlich für PlayStation 3 und Xbox 360, konzipiert worden. Er orientiert sich weder inhaltlich noch technisch an einem der Vorgängerspiele, sondern wurde mit einer neuen Engine und Handlung ausgestattet. Mit der von DICE entwickelten Frostbite-Engine ist es erstmals in der Geschichte von Battlefield möglich, Teile der Umgebung mit Waffen und Fahrzeugen zu zerstören. So lassen sich etwa Deckungen zerstören oder neu schaffen. Im Gegensatz zu den Vorgängern liegt der Fokus bei Bad Company auch nicht mehr vollständig auf dem Mehrspieler-Modus, das Spiel enthält auch einen umfangreichen Einzelspieler-Modus.

## Handlung
Die Handlung von Bad Company ist in einem fiktiven, in der Gegenwart stattfindenden Konflikt zwischen den USA und der Russischen Föderation angesiedelt.
Der Spieler übernimmt die Rolle des US-Infanteristen Preston Marlowe, der nach einem Vorfall in die B-Company (Bad Company) strafversetzt wird, einer absoluten Chaostruppe innerhalb der US Army. Die Kompanie besteht neben Marlowe aus George Gordon Haggard, Jr., einem draufgängerischen Sprengstoffexperten, Terrence Sweetwater, einem ängstlichen Sanitäter und Sergeant Samuel D. Redford, dem Anführer der Gruppe, der wenige Tage vor dem Ende seiner Dienstzeit steht.
Zusammen mit den drei weiteren Mitgliedern der B-Company kämpft Preston Marlowe in einer zunächst nicht näher definierten, osteuropäischen, kaukasischen oder zentralasiatischen Region gegen russische Truppen. Die vier Soldaten werden immer als Vorhut an den gefährlichsten Stellen eingesetzt und entwickeln im Laufe des Spiels eine Freundschaft untereinander. Schließlich entdeckt die Truppe, dass sie nicht mehr nur gegen russische Truppen kämpfen, sondern auch gegen wesentlich besser ausgerüstete Söldner, die dem sagenumwobenen Söldnerhauptmann „Legionär“ dienen.
Nachdem die B-Company an der Eroberung der Stadt Zabograd beteiligt ist, bemerken sie wie ein Lastwagen des Legionärs, voll beladen mit Gold, die Stadt im letzten Moment verlässt. Die B-Company beschließt schließlich den Legionären zu folgen, muss jedoch feststellen, dass diese über die Grenze in den nahegelegenen, fiktiven Staat „Serdaristan“ fahren. Serdaristan ist in diesem Konflikt offiziell neutral, sodass die Truppe die Suche nach dem Gold nicht fortsetzen kann.
Der hitzköpfige Haggard will die Suche nach dem Gold aber in jedem Fall fortsetzen und übertritt daher die Grenze. Da die restlichen drei Soldaten ihren Kameraden nicht im Stich lassen wollen, folgen sie ihm und legen dabei eine serdarische Grenzstation in Schutt und Asche. Über Funk wird den vier Männern schließlich mitgeteilt, dass sie nun vor ein Militärgericht gestellt werden und sofort umkehren sollen. Die B-Company folgt aber weiter dem Laster mit Gold bis zu einem Hafen, wo es auf ein Schiff verladen wird. Vorerst können sie also nicht die Suche fortsetzen.
Die Soldaten werden schließlich von der US Army festgenommen, kommen jedoch nicht ins Gefängnis, sondern müssen im Auftrag der US-Army Serdaristan erkunden und prüfen, ob das Land tatsächlich neutral ist. Die vier gelten offiziell noch als Deserteure, weshalb die USA im Falle einer Aufdeckung keine außenpolitische Katastrophe zu befürchten haben.
Es stellt sich schnell heraus, dass Serdaristan in Wirklichkeit nicht neutral ist und schon bald wird die B-Company wieder von Soldaten des Legionärs angegriffen. Die US-Army startet nun eine Invasion.
Als die illustre Truppe bis zum Palast des serdarischen Präsidenten Zavomir Serdar vorstößt, muss sie feststellen, dass dieser nicht mehr die Kontrolle über sein Land hat und von den Truppen des Legionärs in seinem Palast gefangengehalten wird. Serdar ist ein exzentrischer Diktator, betreibt einen Personenkult um sich selbst und bezeichnet sich als „Vater des serdarischen Volks“, eine offenbare Anspielung auf Saparmurat Nijasow, den real existierenden Diktator Turkmenistans. Die B-Company befreit schließlich Zavomir Serdar und will nun, gemeinsam mit dem Diktator, in dessen vergoldeten Hubschrauber, fliehen. Sie werden jedoch nahe dem Kaspischen Meer abgeschossen, die Crew überlebt aber den Absturz.
Als Marlowe, der Protagonist, wieder zu Bewusstsein kommt, fehlt von seinen Kameraden oder Zavomir Serdar jede Spur. Dank der Funksprüche von Mike-One-Juliet, der Funksprecherin, die seit Beginn des Spiels mit dem Team kommuniziert, gelangt Marlowe schließlich zu einem Kloster, wo sich die restlichen Squad-Mitglieder befinden. Die B-Kompanie befreit anschließend auch den erneut gefangen genommenen Zavomir Serdar.
Nachdem die Gruppe mit einem Boot ins Kaspische Meer entkommen ist, bittet Zavomir Serdar um Exil und trennt sich auf einer kleinen Insel von den vier Soldaten.
Inzwischen ist die B-Company fast in Sadiz angekommen, einer von Wüste umgebenen Küstenstadt. In Sadiz befinden sich eine in Bau befindliche Touristen- und Hotelzone und große Ölförderanlagen – eine weitere, deutliche Anspielung auf die real existierende Awaza-Zone bei Türkmenbaşy in Turkmenistan. Die US-Army ist inzwischen ebenfalls kurz vor Sadiz angelangt.
Im Hafen von Sadiz erblickt die B-Company wieder das mit Gold beladene Schiff der Legionär-Söldner. Dieses wird gerade entladen und die Gruppe nimmt erneut die Verfolgung auf. Nachdem sie sich durch die Stadt gekämpft hat, entdeckt sie das Versteck, wo sich nun das Gold der Söldner befindet. Bevor sie damit entkommen kann, kommt es zum Finale, bei dem der sagenumwobene Legionär persönlich in seinem Kamow-Ka-52-Hubschrauber die B-Company angreift. Es gelingt den vier Soldaten jedoch, den Hubschrauber abzuschießen. Damit endet die letzte spielbare Mission.
Daraufhin ist noch zu sehen, wie die vier Soldaten zum Versteck zurückkehren und feststellen müssen, dass die ebenfalls eingetroffene US-Army das Gold bereits entdeckt hat und auf Lastwägen verlädt. Dort werden sie von einem US-Offizier angesprochen, der die vier Männer für normale Soldaten hält und ihnen den Befehl gibt, einen Laster mit „Metallabfällen“ abzutransportieren. Redford, Marlowe, Haggard und Sweetwater wissen jedoch, dass es sich dabei um Gold handelt, mimen aber Ahnungslosigkeit und führen den Befehl durch. An einer Kreuzung trennen sie sich unbemerkt vom Rest des Konvois, fahren mit dem Gold davon und diskutieren über ihre Zukunftspläne.
In der Schlusssequenz ist außerdem noch zu sehen, dass der Anführer der Söldner, der Legionär, den Absturz überlebt hat und nun nach Rache sinnt.

## Mehrspieler-Modus
Der Mehrspieler-Modus unterstützt bis zu 24 Spieler über das Internet, die Schlachtfelder ähneln meist den Missionen aus dem Einzelspieler-Modus. Auch Online kann die Umgebung zerstört werden. So lassen sich etwa Deckungsmöglichkeiten schaffen oder auch zerstören. Zum Verkaufsstart waren 8 Karten und nur ein Spielmodus, Gold Rush, verfügbar. In diesem übernimmt eine Partei die Rolle des Verteidigers, die andere die des Angreifers. Der Angreifer muss die zwei Goldkisten des Verteidigers zerstören. Sobald beide Goldkisten zerstört sind, gilt die Basis als verloren für die Verteidiger. Die Verteidiger haben nur 3 bis 5 Basen. Ist die letzte Basis verloren, hat die verteidigende Partei verloren. Die Angreifer hingegen verfügen nur über eine begrenzte Anzahl an Leben.
Nachdem die Community dies verlangte, wurde der aus den Vorgängern bekannte Eroberungs-Modus mit einem kostenlosen Add-On wieder eingeführt. Am 7. August 2008 erschien das Conquest-Pack als Download. Ein ebenfalls kostenloses, weiteres Map-Pack wurde am 30. Oktober 2008 veröffentlicht. Es enthielt weitere Karten für den neuen Spielmodus.
Ebenfalls enthalten ist ein Rangsystem. Für jeden ausgeschalteten Gegner oder jedes erfüllte Missionsziel während eines Online-Spiels erhält der Spieler Punkte. Pro Online-Partie sind dies etwa 50 bis 600 Punkte. Um den höchsten Rang zu erreichen, sind 37.000 Punkte erforderlich. Es können auch neue Waffen für den Online-Modus freigeschaltet werden.

## Kritik
Die Wertungen sind sowohl für die PS3 als auch für die Xbox 360 durchweg positiv.

## TV-Serie
Am 8. Oktober 2012 gab Electronic Arts Pläne zu einer Verfilmung der Videospielreihe bekannt. Demnach handelt es sich um eine Fernsehserie, die in Zusammenarbeit mit Electronic Arts, Sony TV und Happy Madison Productions produziert werden soll. Als Showrunner wurde John Eisendrath verpflichtet, der sowohl ausführender Produzent als auch Drehbuchautor der Serie werden soll.

## Battlefield: Bad Company 2
Am 4. März 2010 erschien mit Battlefield: Bad Company 2 ein Nachfolger. In diesem Teil wurde sowohl der Mehrspieler-Modus verbessert als auch die Geschichte um die Bad Company fortgesetzt.
Im Gegensatz zu Bad Company erschien Bad Company 2 auch für PCs.